# Осберн де Крепон
Осберн де Крепон (фр. Osbern de Crépon; убит в 1040 или 1041) — сенешаль герцогов Нормандии и отец Уильяма Фиц-Осберна, одного из ближайших сподвижников Вильгельма I Завоевателя.

## Биография
Осберн был сыном Херфаста де Крепона и племянником Гунноры, конкубины герцога Ричарда I Нормандского. Таким образом, Осберн приходился двоюродным братом герцогам Ричарду II и Роберту Дьяволу. Впервые он упоминается источниками в 1020-е годы. При герцоге Роберте Осберн стал сенешалем Нормандии, а после смерти своего кузена в 1035 году в далёкой Никее оказался одним из трёх опекунов его малолетнего сына Вильгельма — наряду с Аленом III Бретонским и Гилбертом де Брионном.
В герцогстве сразу развернулась борьба за власть между многочисленными представителями Нормандской династии. В этой борьбе погибли граф де Брионн и герцог Ален, а в 1040 или 1041 году и Осберн был убит в схватке прямо в спальне юного Вильгельма. Согласно Вильгельму Жюмьежскому, сенешаля задушил сын могущественного вельможи Роджера Монтгомери Вильгельм.
Осберн владел землями по всей Нормандии: в окрестностях Байе (замок Крепон), в Иемуа, под Кормеем и в других местах. Возможны разные источники происхождения этих владений: наследство отца, приданое жены, дочери Рауля д’Иври, или пожалование герцогом владений шурина Осберна — Гуго, изгнанного из страны за мятеж.

## Семья
Осберн был женат на Эмме д’Иври и имел от неё трёх детей:
- Уильям Фиц-Осберн (около 1020—1071), граф Херефорда[6];
- Осберн Фиц-Осберн (умер в 1101), епископ Эксетера с 1072 года;
- Эмма (умерла после 1096), жена Ральфа де Гэля, графа Восточной Англии.

## В художественной литературе
Осберн стал персонажем романа немецкой писательницы Юлии Крён «Гуннора. Возлюбленная викинга».